# The Makarrata Project
The Makarrata Project è il dodicesimo album in studio del gruppo musicale australiano Midnight Oil, pubblicato nel 2020.

## Tracce
1. First Nation (featuring Jessica Mauboy & Tasman Keith) – 4:51
2. Gadigal Land (featuring Dan Sultan, Joel Davison, Kaleena Briggs & Bunna Lawrie) – 4:45
3. Change the Date (featuring Gurrumul Yunupingu & Dan Sultan) – 5:58
4. Terror Australia (featuring Alice Skye) – 3:49
5. Desert Man, Desert Woman (featuring Frank Yamma) – 3:09
6. Wind in My Head (Makarrata version) (featuring Kev Carmody & Sammy Butcher) – 4:19
7. Uluru Statement from the Heart / Come on Down (featuring Pat Anderson, Stan Grant, Adam Goodes, Ursula Yovich & Troy Cassar-Daley) – 6:40

## Formazione
- Peter Garrett – voce
- Bones Hillman – basso, voce
- Rob Hirst – batteria, voce, percussioni
- Jim Moginie  – chitarra, tastiera, voce
- Martin Rotsey – chitarra